# ملحم (ماكو)
ملحم هي قرية في مقاطعة ماكو، إيران. يقدر عدد سكانها بـ 217 نسمة بحسب إحصاء 2016.